# Mesolita myrmecophila
Mesolita myrmecophila là một loài bọ cánh cứng trong họ Cerambycidae.